# ダウンジャケット

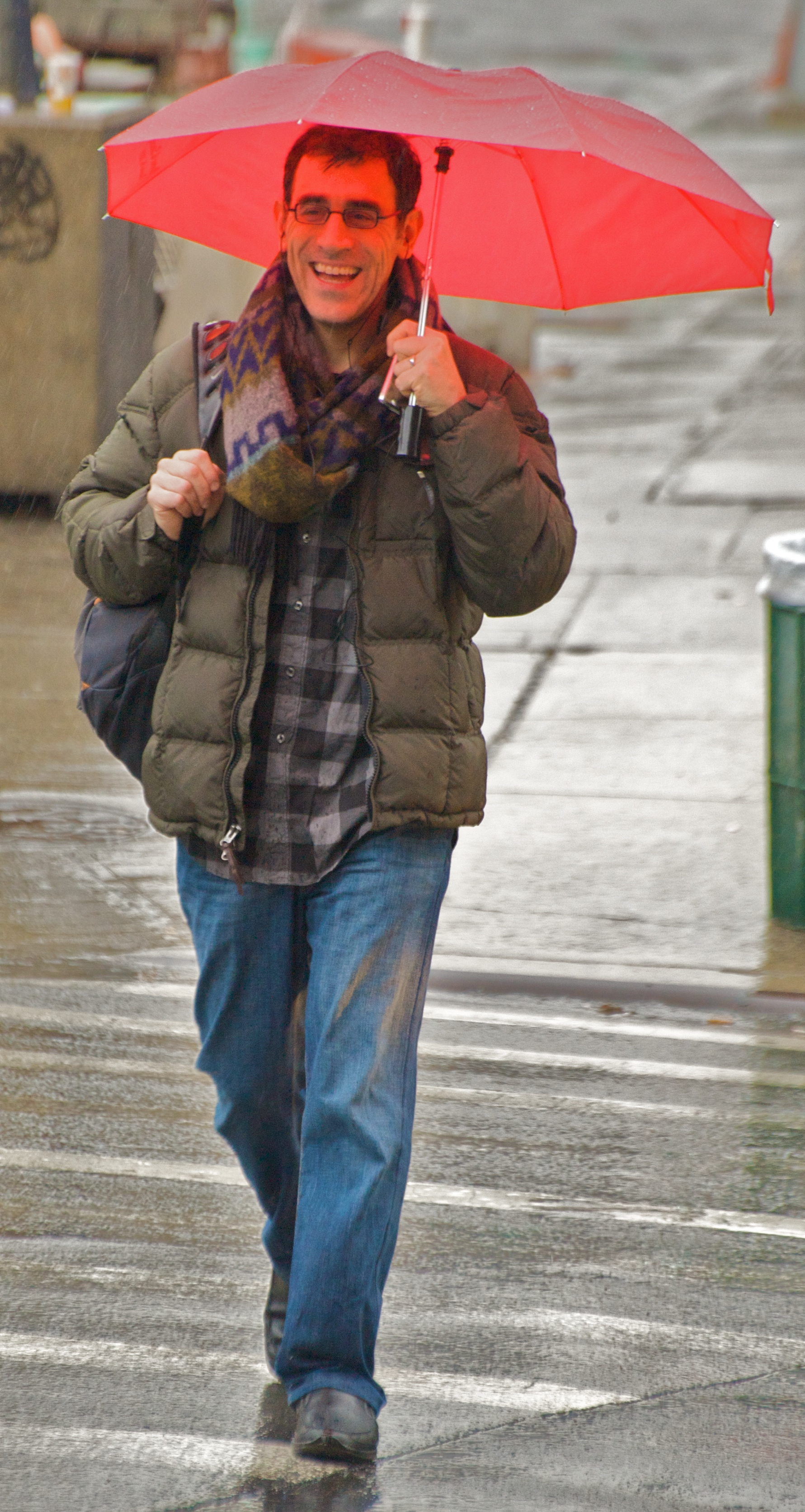
ダウンジャケットを着た男性

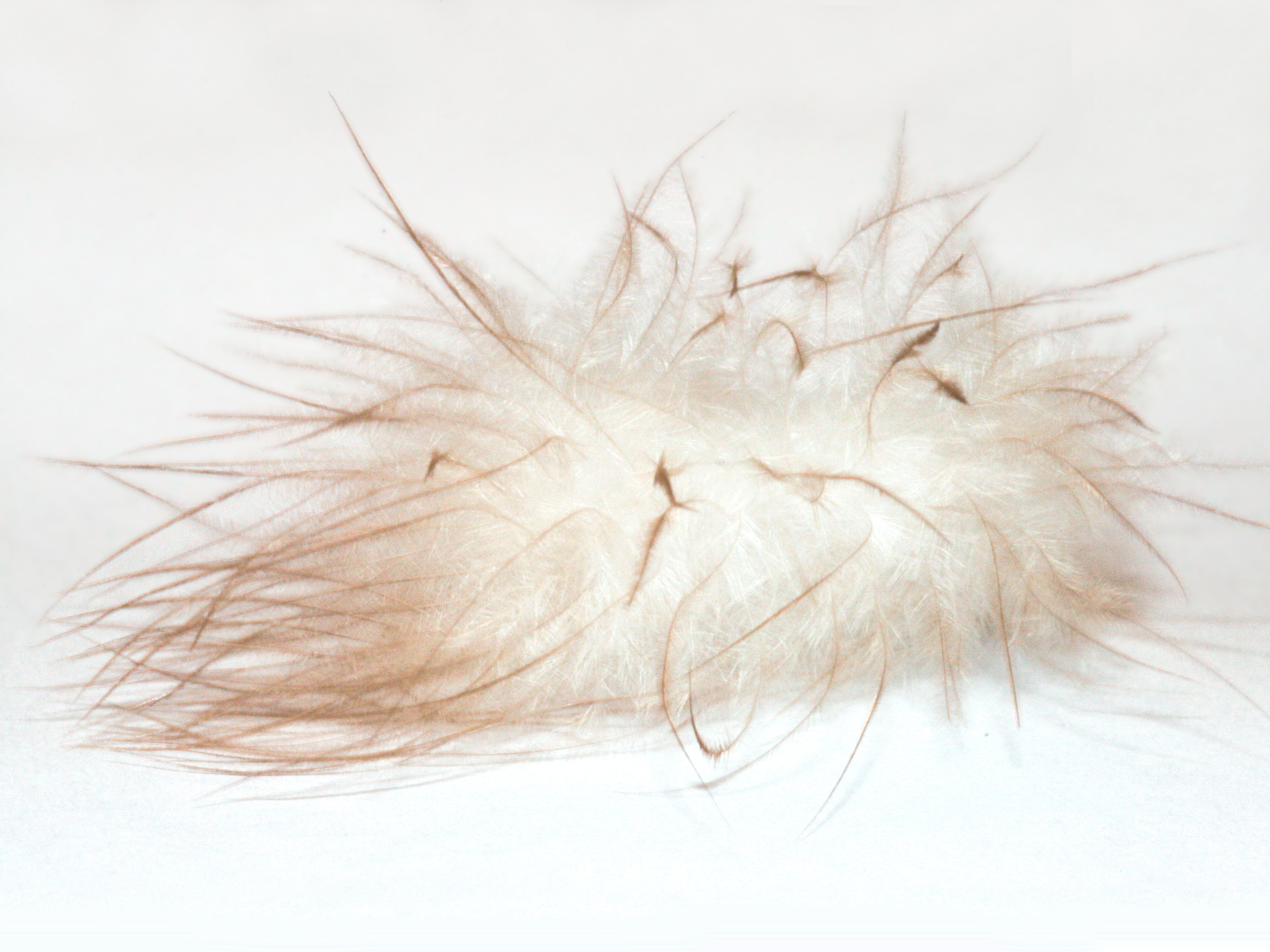
詰め物としての羽毛。ダウン。

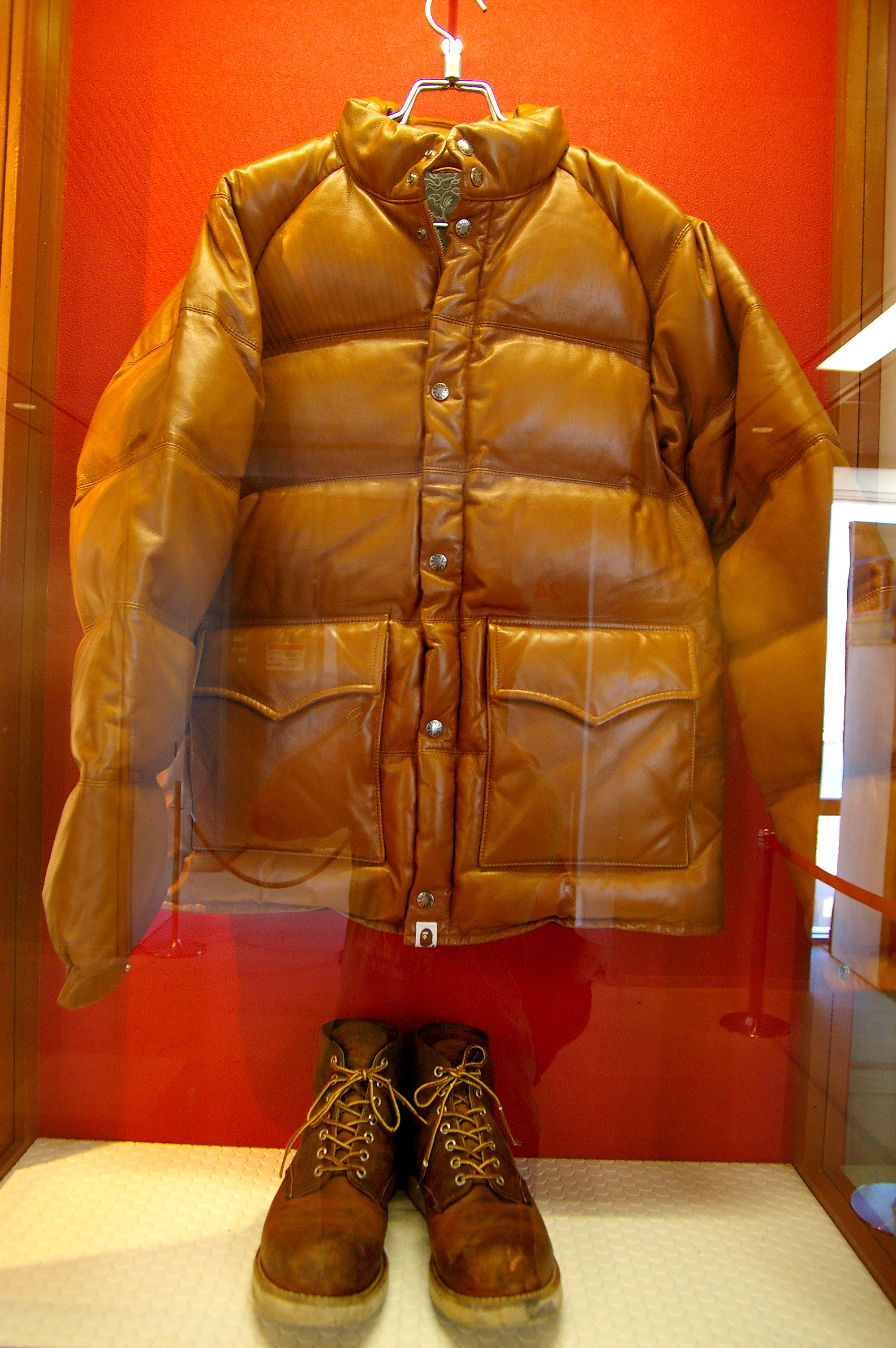
『HERO 』で木村拓哉が演じた久利生公平のダウンジャケットと靴

ダウンジャケット（英: down jacket ）とは、ダウンフェザー（羽根毛、羽毛、日本語通称：ダウン、英語：down feather ）を詰め物として使った、ジャンパー・スタイルの防寒着のことである。

## 概要
ダウンジャケットは1936年にエディー・バウアーが自身の趣味とする釣りの防寒着として開発した製品である。
ナイロン素材の生地をキルティング加工し、内部にダウンフェザーを詰める。ダウンフェザーの特徴である保温性に加え、体から出る汗を放出する特徴があるため、極寒地での作業服などとして用いられてきた。また、普通に言う「フェザー（広義で言う『羽毛』『羽根』。つまり、用語としてはダウンフェザーではない羽毛［羽根］を指す）」の10分の1というダウンフェザーの軽量性も特筆されるべき利点である。
日本では1980年代に、アメカジファッションの流行からアウトドアやワークファッションの冬の必需アイテムとして高い防寒性と実用性がファッションとして本物志向に敏感な若者を中心に普及した。当初は、アメリカメーカー製品から普及していった。またアメリカ空軍パイロットの防寒着をモチーフとした衣料がヒット商品となり、広く普及した。その後はタウン着としても広く愛用され、1990年代後半頃からは、スキーや登山でも有名な高価なブランドの人気も高くなり、カナダのカナダグースやフランスの モンクレール などの高級素材を使ったプレミアム・ダウンウェアが人気となっている。これらのブランドはダウンフェザーのなかでも最高級とされるグレイグース（英語名：Grey goose）のものを用いている。
なお、外見がダウンジャケット風で詰め物にダウンフェザーが使われていないものを「ダウンジャケット」と呼ぶケースも多いが、この場合は本来のダウンジャケットの定義と異なるため、厳密に言えば間違いである。

## 動物愛護の問題
ダウンの採取方法として主に食用の鳥を屠殺後に、機械でダウンを採取する「マシーンピック」と鳥が生きたままでダウンを採取する「ライブハンドプラッキング」の方法があり、後者のライブハンドプラッキングが動物愛護の観点から問題視されている。
ライブハンドプラッキングが行われる場合、通常、鳥が生後12週ほどで初めてのライブハンドピックを行われ、鳥の翼や首を足の間に挟み固定し、胸から腹部のダウンが採取される。その後６～７週間で、再び羽毛が生えそろい、次のライブハンドプラッキングとなり、続いて６～７週目で３回目のライブハンドプラッキング、と繰り返しライブハンドプラッキングが行なわれる。ライブハンドプラッキングの最中に鳥の血糖値が二倍に上昇するという報告もあることからライブハンドプラッキングは鳥に心身の負担を与える可能性が示唆されている。
ハンガリーのダウン生産現場の映像や、中国のダウン生産現場の映像では羽毛をむしられ、裂けた体を麻酔なしで針と糸で縫われている様子や、むしられたあと地面にうずくまっている様子が撮影されており、このような状況が明らかになったことから、パタゴニアでは2014年秋からのダウン商品はすべてライブハンドピッキングがおこなわれていないものにすると発表、Ｈ＆Ｍは2025年末までにヴァージンダウンを廃止、合成ダウンやリサイクルダウンの代替品に切り替えると発表をするなど、業界内で倫理的な原料調達をしようという動きが拡がっている。
ライブハンドプラッキングとマシーンピックの、正確な割合は不明だが、ライブハンドプラッキングが全体の1％未満だという報告がある一方、2009年のスウェーデンのテレビ番組CBS5で報道されたライブハンドプラッキング問題のドキュメンタリーでは、ライブハンドプラッキングの割合が、総供給の50～80％かもしれないと報告している。
アイガー・ダウンだけは上記のようなダウン採取方法とは全く異なる生産方法をとっており、アイガーダック（ケワタガモ）が巣作りと卵の防寒のために敷き詰めた胸の綿羽の一部を採取することで生産される。環境や鳥に対する負荷が全く無い反面非常に高価である。

## 手入れ
クリーニングはもとより、家庭用洗濯機でも洗濯できる素材が増えてきたとは言え、基本的には洗わずに着通すものであり、汚れないよう注意して着用することが基本的な使用方法である。

## 抗体
鳥の羽や排泄物に対する抗体を有している場合、鳥関連過敏性肺炎を発症する可能性がある。しかし、自身が鳥関連過敏性の体質であることに気がつかないまま重症化し、「特発性間質性肺炎」や「特発性肺線維症」と診断されるが有効な治療が行えず慢性過敏性肺炎に重症化する例が報告されている。